# Праведники народів світу в Боснії і Герцеговині
Праведники світу Боснії і Герцеговини - боснійці, що рятували євреїв в період Голокосту, яким присвоєно почесне звання «Праведник народів світу» ізраїльським Інститутом Катастрофи і героїзму «Яд ва-Шем». Звання Праведника світу присвоєно 49  боснійцям.

## Список
| Прізвище                                                     | Номер  | Рік присвоєння звання | Інформація про подвиг                                                                                                  |
| ------------------------------------------------------------ | ------ | --------------------- | --- |
| Невенка Барич                                                | 9319   | 2001                  | [ 2 ] |
| Зекіра Беширевич                                             | 8948.1 | 2000                  | Переховувала євреїв в Сараєво                                                                                          |
| Марко Божич (босн. Marko Bozic)                              | 3955   | 1989                  | |
| Анджелка Бркич (босн. Andjelka Brkic)                        | 6920   | 1996                  | |
| Йосип і Розіка Еберхардт                                     | 6497   | 1995                  | |
| Хасія і Сулейман Фазлинович                                  | 1931   | 1980                  | |
| Франьо і Лідія Гринер                                        | 5274   | 1992                  | |
| Ізет і Бахрія Хардага                                        | 2811   | 1984                  | Переховували Йосефа Кабільо і його сім'ю в Сараєво                                                                     |
| Мустафа і Зейнеба Хардага                                    | 2811   | 1984                  | Переховували Йосефа Кабільо і його сім'ю в Сараєво                                                                     |
| Резак Хатибович; брат Сулейман                               | 7442   | 1997                  | |
| Шемсо Капетанович; сестри: Есма, Хасна, Васва, мати Султанія | 8924   | 2001                  | [ 6 ] |
| Борислав Комленович; син Боряна; мати Лепосава               | 6400   | 1995                  | |
| Дервиш и Сервет Коркут                                       | 6323   | 1994                  | |
| Андрія Латал                                                 | 10891  | 2006                  | Спас Лауру, Лізу и Рашель Еліас, сховавши їх у своєму будинку в Сараєво на 2 роки.                                     |
| Вид Милошевич, брат Мато                                     | 7861   | 1997                  | |
| Гавро Перкушич                                               | 8369   | 1999                  | |
| Саліх Поздер                                                 | 7004   | 1996                  | [ 8 ] |
| Ристо Ристич                                                 | 6190   | 1994                  | |
| Ахмед Садик                                                  | 2811   | 1984                  | Ховав у своєму будинку єврейську сім'ю Папо. За допомогу євреям він був заарештований і загинув в концтаборі Ясеновац. |
| Ельза і Ферид Сарачевич, діти: Сеад, Еміра                   | 6117   | 1994                  | |
| Зора Шебек (Крайна)                                          | 6848   | 1995                  | |
| Роза Шобер-Драгоє                                            | 8948   | 2000                  | Вкривала євреїв в Сараєво                                                                                              |
| Адам Тилл (босн. Adam Till)                                  | 6189   | 1995                  | |
| Нурія і Девлета Поздерац                                     | 12456  | 2012                  | [ 9 ] |